# Comesperma polygaloides
Comesperma polygaloides är en jungfrulinsväxtart som beskrevs av F. Müll.. Comesperma polygaloides ingår i släktet Comesperma och familjen jungfrulinsväxter. Inga underarter finns listade i Catalogue of Life.